# Howard Stern

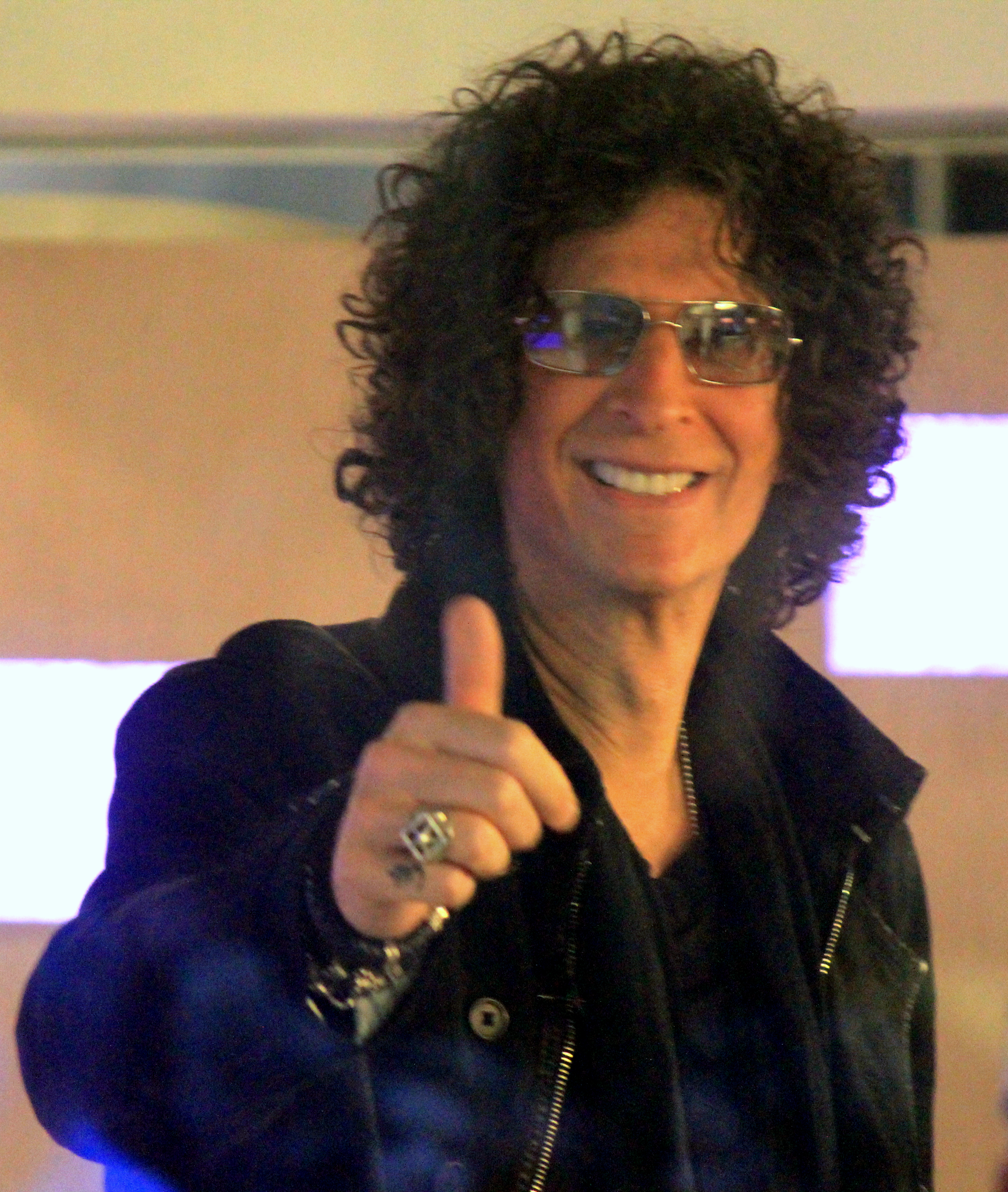
Howard Stern (2012)

Howard Allan Stern (* 12. Januar 1954 in Queens, New York City) ist ein US-amerikanischer Talkradio-Moderator und eine Medienpersönlichkeit.

## Leben und Werk
Howard Stern begann seine Karriere in den 1970er Jahren. Durch sein unkonventionelles, provokantes und als skandalös empfundenes Auftreten wurde er in der Medienlandschaft der USA bekannt. Seine bekannteste Sendung, die „Howard Stern Show“, war in den USA syndiziert und wurde in mehr als 50 Radiostationen ausgestrahlt. Bis zu seinem Wechsel zu SIRIUS Satellite Radio am 9. Januar 2006 war Howard Stern der erfolgreichste Radio-DJ in New York.
Sterns Autobiographie Private Parts wurde 1997 von Betty Thomas unter demselben Titel verfilmt.
Im Jahr 2004 wurde Stern wegen provokanter und „anrüchiger“ Äußerungen in seiner Show angeklagt und umgehend vom Sendebetrieb des größten US-amerikanischen Radiosyndikats „Clear Channel“ ausgeschlossen. Über Clear Channel wurde von der FCC (Federal Communications Commission, Bundesaufsichtsbehörde über das Fernmeldewesen), mit deren Chef Michael Powell Stern in Dauerfehde lag, ein Bußgeld über 1,3 Millionen US-Dollar verhängt. Bis Sterns Wechsel zu Sirius erhöhte sich der Gesamtbetrag der von ihm zu zahlenden Bußgelder auf 2,5 Millionen Dollar.
Er schloss mit dem Medienunternehmen CBS und dem Clear Channel jeweils mit etwa 100 Millionen US-Dollar dotierte Verträge ab. Nach der Liste der weltweit bestverdienenden Prominenten des US-Magazins Forbes für das Jahr 2005 belegte Stern mit einem Einkommen von rund 237 Millionen Euro den zweiten Platz. Nur Regisseur Steven Spielberg hatte 2005 ein höheres Einkommen als er.

## Howard Stern Show
Die Howard Stern Show ist eine Talkradio-Sendung. Sie beinhaltet tagesaktuelle und private Themen sowie Interviews mit Prominenten wie Lady Gaga, Chris Martin oder Charlie Sheen, die meistens ununterbrochen über 45 Minuten oder länger andauern. Sterns Co-Moderatorin und Nachrichtensprecherin ist Robin Quivers. Sie ist seit 1981 Teil der Sendung.
Artie Lange ersetzte 2001 den langjährigen Stern Show-Comedian Jackie „The Joke Man“ Martling. Lange erreichte in den USA große Bekanntheit durch die Comedyserie MADtv. Ende 2006 war sein Auftritt in der New Yorker Carnegie Hall binnen weniger Stunden ausverkauft. Am 21. September 2006 gab er live in der Howard Stern Show zu, heroinsüchtig zu sein. Nach einem missglückten Selbstmordversuch im Dezember 2009 verließ er die Show.
Fred Norris ist zuständig für die Soundeffekte während der Show. Er arbeitet von allen Mitarbeitern am längsten mit Stern zusammen. Norris hat eine eigene Band namens „King Norris“.
Howard Sterns Produzent Gary Dell’Abate, oft unter den Spitznamen „Bababooey“, „Fafa Fooey“ oder „Tata Toothey“ zu hören, ist oft ein Opfer von Hänseleien und den Wutausbrüchen Sterns. Andauerndes Thema sind dabei Dell’Abates große Zähne und Lippen sowie von ihm verursachte Patzer in der Produktion der Sendung.
Weitere Mitarbeiter der Stern Show sind der Comedy-Autor Benjy Bronk, der Comedian Sal the Stockbroker und der Musiker Richard Christy.
Die Show beginnt mit ein oder zwei Songs und Comedyclips, gefolgt von Diskussionen, Anrufen und Gästen im Studio oder am Telefon. Gäste waren etwa „The Osbournes“, James Brown, Jessica Alba, Donald Trump, 50 Cent, dazu oft weibliche Pornostars wie beispielsweise Jenna Jameson, Jesse Jane, Devinn Lane, Jasmin St. Claire, Savanna Samson und Taylor Hayes. Hinzu kommt das sogenannte „Wack Pack“, eine über 20 Jahre angesammelte Gruppe von Leuten, die alle ein bestimmtes Talent oder eine besondere Eigenschaft haben und damit regelmäßig in der Show auftreten, zum Beispiel Kleinwüchsige, Männer mit besonders hellen Stimmen oder geistig Behinderte.
Auch der 2,28 Meter große Schauspieler Matthew McGrory war ein Mitglied des Wack Packs, genannt „Bigfoot“, bevor er als der Riese im Film Big Fish berühmt wurde.

## Wechsel zu SIRIUS
Im Januar 2006 wechselte Howard Stern, der selbsternannte „King of all Media“, zum digitalen Satelliten-Radio Sirius, dessen zahlende Hörerschaft sich daraufhin verdreifachte. Er bekam dort einen Fünf-Jahres-Vertrag, der mit 500 Millionen Dollar dotiert ist.
Nachdem die FCC Stern immer wieder verklagte und mehrere Stationen abgeschaltet wurden, nutzte er die Chance, zum Abo-Satellitensender zu wechseln, für den die FCC keine Aufsichtsbefugnis hat. Damit kann Stern „die freizügigste Radio-Sendung aller Zeiten“ machen, die ihn und seine Crew bekannt gemacht hat.
Ende 2006 erhielt er eine Bonuszahlung von 83 Millionen Dollar. Der Bonus wurde mit dem Überschreiten einer Abonnentenzahl fällig, die in dem Vertrag von 2004 festgesetzt wurde.
Ende 2010 verlängerte er seinen Vertrag um weitere 5 Jahre mit Sirius XM Radio. Die jährlichen Zahlungen für die Produktion der Sendung und das Gehalt der Beschäftigten sollen 80 Millionen Dollar betragen. 2015 wurde sein Vertrag wieder um 5 Jahre verlängert.